# Halichondria armata
Halichondria armata är en svampdjursart som beskrevs av Lindgren 1897. Halichondria armata ingår i släktet Halichondria och familjen Halichondriidae.
Artens utbredningsområde är Filippinerna. Inga underarter finns listade i Catalogue of Life.